# Avenue Gladstone (Ottawa)
Pour les articles homonymes, voir Gladstone.
L'avenue Gladstone est une rue de la ville d'Ottawa, Ontario, qui s'étend de l'est du canal Rideau à l'ouest jusqu'à l'avenue Parkdale. Il s'agit d'une rue historiquement résidentielle située juste au sud du centre-ville, avec un certain nombre de petites maisons dans la partie centre-ville désormais convertie à des fins commerciales. La prononciation locale est phonétique, contrairement à celle du nom de famille de William Ewart Gladstone.

## Lieux d'intérêt
- Connaught Public School (1149 Gladstone), à l'est de l'avenue Parkdale.
- Le Théatre Gladstone (en), à l'ouest de la rue Preston
- Saint Nicholas Adult High School, sur la rue Booth.
- McNabb Arena and Community Centre sur le rue Percy, une rue à l'est de l'avenue Bronson.

## Événements notables
Lors de son aménagement dans les années 1800, la rue fut nommée Ann Street, en l'honneur de l'épouse de Thomas McKay. De 1896 à 1907, le Ottawa Hockey Club, communément connu sous le nom de Silver Seven, vainqueur de la Coupe Stanley, jouait à la patinoire Dey's, à l'angle de Bay Street et Gladstone.
Le Duc de Connaught lui-même, alors gouverneur général du Canada, a coupé le ruban pour ouvrir l'école publique Connaught en 1915.
En mai 2005, la Maison du Millénaire Salus pour les sans-abri, située sur l'avenue Gladstone à Ottawa, a été détruite par un incendie. 